# Dood aan de paus
Dood aan de paus is een spionageroman van auteur Gérard de Villiers en het 142e deel uit de S.A.S.-reeks met als protagonist de Oostenrijkse prins en freelance CIA-agent Malko Linge.

## Het verhaal
Bij een aanslag op slechts enkele meters van hoofdkantoor van de CIA komen drie personen om het leven waaronder een Turk. Hij is in de Verenigde Staten voor onthullingen over de bomaanslag op paus Johannes Paulus II in 1981. Een aanslag van ruim 20 jaar geleden.
De uitvoerder, Mehmet Ali Ağca, van de bomaanslag op de paus zit sinds 1981 in een Turkse gevangenis.
Malko krijgt de opdracht de aanslag te onderzoeken. Als hij kan aantonen dat de Russen hierbij betrokken zijn dan geeft dit de Verenigde Staten een formidabel pressiemiddel ten aanzien van zowel Rusland als haar president Vladimir Poetin.

## Personages
- Malko Linge, Oostenrijkse prins en CIA-agent
- Mehmet Ali Ağca, dader van de aanslag op de paus in 1981